# Корвет

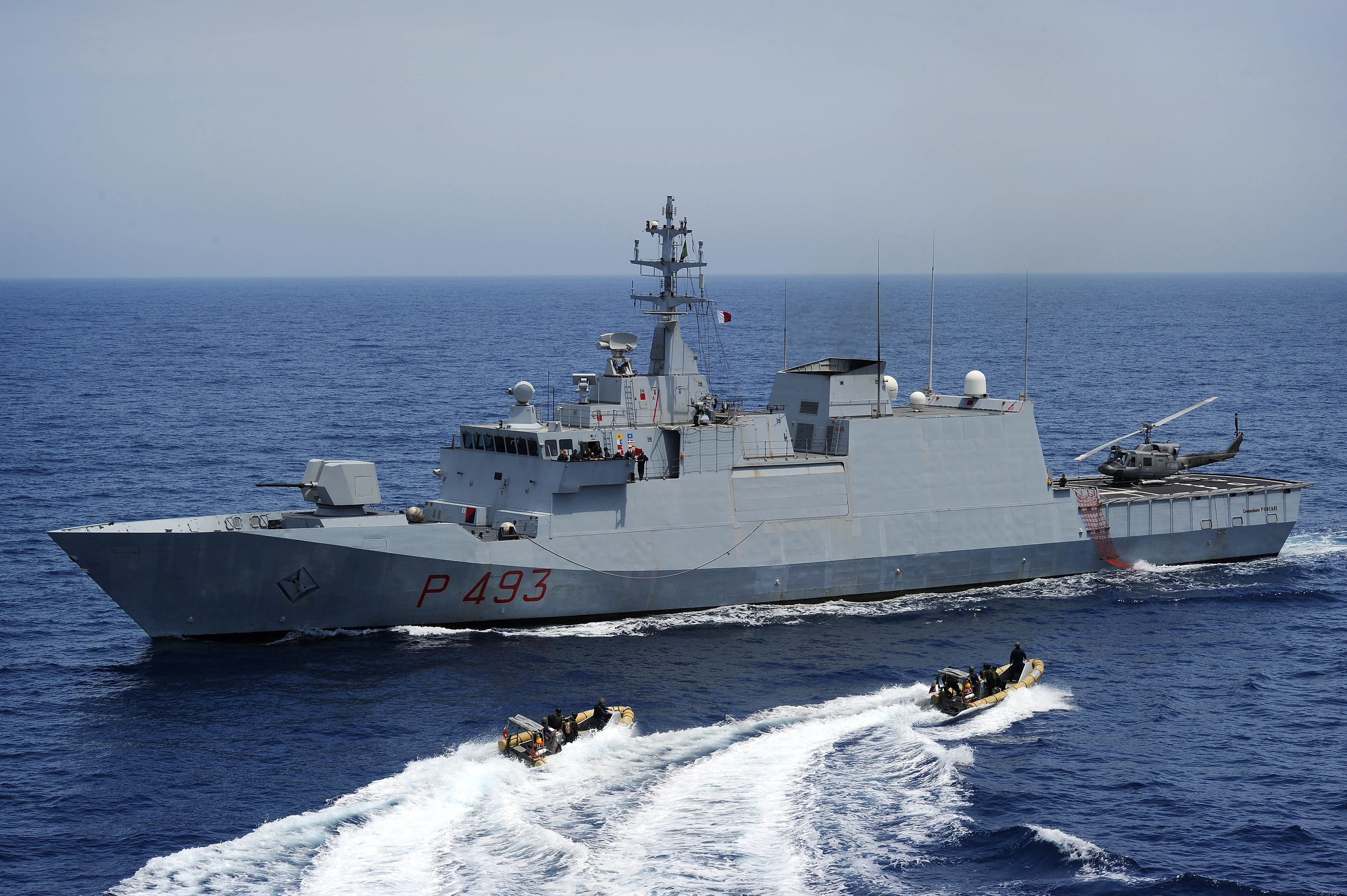
Корвет Капітан Фоскарі ВМС Італії

Корве́т (фр. corvette, від лат. corbita — корабель) — клас багатоцільових військових кораблів ближньої морської зони, призначених для дозорної і конвойної служби, протичовнової і протиповітряної оборони військово-морських баз і пунктів базування. Легкі фрегати. Один з найчисельніших класів сучасних бойових кораблів.

## Корвети у вітрильному флоті

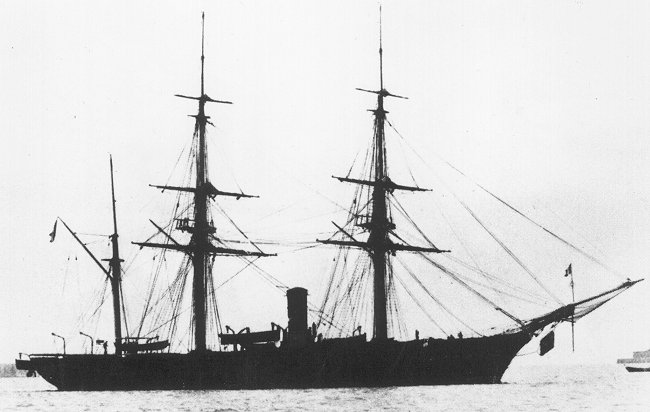
Французький гвинтовий корвет «Дюпле» (1856—1887)

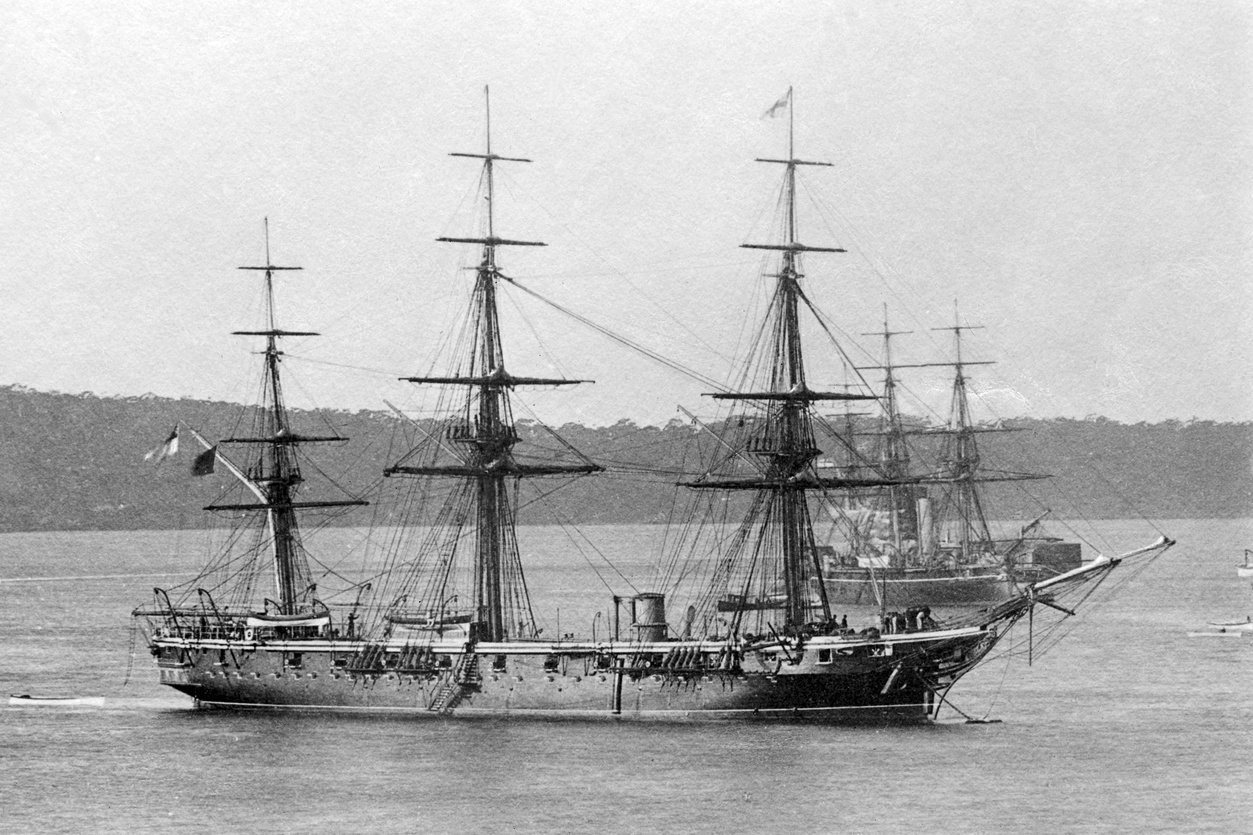
Англійський гвинтовий корвет «Вулверін» (1863—1893), Сідней, липень 1881

На початку XVII століття корветами називали однощоглові боти з тоннажем до 200 тонн.
Пізніше спрощення корабельної архітектури фрегатів привело до появи корветів, як нового виду кораблів, призначених для розвідки, посильної служби, а інколи для крейсерських дій. Корветами стали називати трищоглові кораблі з тоннажем 400—600 тонн. Від фрегатів вони відрізнялися відсутністю палубних надбудов і меншим (до 20) числом гармат. Вони розміщувалися на відкритій верхній палубі. Крім вітрил у корветів були ще й весла. Судна, які мали пряме вітрильне оснащення, могли йти під усіма вітрилами тільки при порівняно слабкому вітрі.
З 40-х років XIX століття корвети — колісні, а пізніше гвинтові вітрильно-парові судна з тоннажем до 3500 тонн і артилерійським озброєнням до 32 гармат.

## Розвиток сучасних корветів
Вдруге корвети в складі військово-морських сил з'явилися в період Другої світової війни як ескортні кораблі спеціальної побудови ВМС США та Великої Британії в результаті розширення можливостей і розмірів патрульних катерів. Водотоннажність корветів становила 500—1200 тонн, швидкість ходу 16-20 вузлів. На озброєнні вони мали артилерійські установки калібру 76-102 мм і  зенітні автомати калібру 20-40 мм, бомбомети та глибинні бомби. Кораблі оснащувалися радіолокаційними і гідроакустичними засобами повітряного і підводного спостереження.
З розвитком ракетної зброї корвети почали оснащуватися пусковими установками керованої ракетної зброї. В середині 1990-х озброєння доповнили легким вертольотом. З цих причин тоннаж корветів зріс до 1200—1500 тонн і продовжує збільшуватися.
Сьогодні корвети — багатоцільові кораблі, основні бойові одиниці прибережної зони, які переважно діють в смузі панування в повітрі своєї авіації. Основне їх призначення — протичовнова оборона корабельних з'єднань і конвоїв, а також військово-морських баз, портів тощо.
У ВМС України як корвети класифікуються малі протичовнові і ракетні кораблі радянських проєктів 1124 і 1241. У 2000-х роках Миколаївським КБ «Дослідно-проєктний центр суднобудування» розроблений сучасний перспективний багатоцільовий бойовий корабель — корвет проєкту 58250. Будівництво головного корабля розпочалося у травні 2010 року ДАХК «Чорноморський суднобудівний завод».